# Internet en la ciencia ficción
Internet ha sido un tema que ha aparecido en muchas obras de ciencia ficción.

## Primeros esbozos
La idea de redes de telecomunicaciones es, en realidad, antigua dentro de la ciencia ficción.
Es probable que el relato Un lógico llamado Joe de Murray Leinster, que ya en 1946 habla de una red que conecta "lógicos" (un aparato similar a los computadores actuales), sea la primera referencia literaria a algo similar al internet.  Este relato es sumamente interesante dentro del género de la anticipación, pues habla de computadores muy similares a los de hoy, telefonía IP, motores de búsqueda, etc.
Posteriormente, en 1954, Fredric Brown publicaba el relato Respuesta, uno de sus relatos más conocidos. En este cuento, todos los ordenadores de un planeta se interconectan. El resultado es la aparición de una gigantesca inteligencia artificial que se rebela contra sus creadores humanos.
Un año posterior a este relato es el ordenador Multivac, de Isaac Asimov. En los relatos en los que figura este ordenador se habla también de telecomunicaciones entre terminales y Multivac. Sin embargo, no se puede hablar de redes de ordenadores al modo en el que lo entendemos, pues Asimov deja claro que sólo Multivac es un ordenador real, y que todo lo demás son simples puntos de acceso a este gigantesco nodo central.  Cabe destacar que esta idea de un gran ordenador central que ofrece capacidad de cálculo al conjunto de los terminales, que carecen de capacidad de cálculo propia, era el esquema que la propia IBM barajó durante mucho tiempo. La idea de múltiples ordenadores personales de tamaño reducido era algo en lo que el gigante azul no creía, y fue una de las causas por las que Microsoft no tuvo problemas para retener el desarrollo de futuras versiones de MS-DOS. 
En todo caso, estos ejemplos se refieren a redes genéricas, no a Internet en sí. 
Por motivos más que evidentes, no hay referencias a Internet antes de los '80. Incluso en obras posteriores al nacimientos de Internet esta no se menciona, por ser algo demasiado desconocido para el gran público. El ejemplo más claro de esto puede ser la novela Neuromante (1984), de William Gibson. En esta obra las redes de telecomunicaciones que unen ordenadores, bancos de datos y que ofrecen ingentes cantidades de información son algo común, incluso omnipresente; sin embargo, el nombre que reciben estas redes es el de "matriz".
Un año antes, en 1983 se estrenó la película Juegos de guerra, todo un clásico de los '80 y un magnífico ejemplo del hacker como joven rebelde, perfecto ejemplo del antihéroe que ha alimentado buena parte de su leyenda. Pese a todo, aunque la película incide en el tema del hackeo de ordenadores, no hay una red tal y como entendemos Internet. El protagonista no se conecta y navega hasta sus objetivos, sino que tiene un aparato que llama a todos los números de teléfono, uno a uno, buscando módems deseosos de conectarse. Es decir, las comunicaciones son de punto a punto, no hay una red multimodal que permita la transmisión de paquetes por varios caminos. En definitiva, no es Internet.

## Internet como un elemento más de la trama
Internet comienza a hacerse popular a mediados de los '90. Ejemplos de esto es que en 1996, en la película Reacción en cadena, uno de los personajes indica claramente que determinada información debe estar en Internet esa misma noche, y en Deep Impact (1998) podemos ver cómo la protagonista busca en Internet el término ELE (Eventos Ligados a la Extinción). En un tono más jocoso, en Hombres de negro II (2002) se dice que alguien ha robado los planos de un desneuralizador y podemos ver que están a la venta en eBay.
En algunas obras Internet es solamente un elemento más de la trama, algo que se usa de forma habitual como ya ocurre en la vida real, como en las películas antes citadas. Lo importante de estos ejemplos es que las redes que se ven, por el software que se emplea y el uso que se les da, son ya Internet, aunque apenas se les da especial relevancia. Tienen su importancia como elementos de la trama, pero no centran la atención, buena prueba de que Internet es ya una herramienta que, aunque no ha llegado a todo el público, es ya conocida y aceptada como habitual.
En V de vendetta (2005) aparece también una red que, sin duda, está inspirada en Internet pero que recibe el nombre de Interlink.

## Internet como un peligro
En otras obras, Internet es el protagonista principal. En muchos casos se presenta como un medio (con frecuencia, maligno) que permite a hackers experimentados controlar a distancia instalaciones, alterar registros, sembrar el caos, etc. Las posibilidades de Internet aparecen en muchos casos exageradas, con poca base en la vida real. Entre los elementos que suelen aparecer están: interferir en el funcionamiento de instalaciones (o hacerlas inoperantes), hacer transferencias bancarias de forma fraudulenta, reventar claves, alterar un registro, etc.
En general, la tónica de estas obras, tanto si los hackers protagonistas buscan su propio beneficio de manera antisocial como si se trata de nuevos héroes de la era digital, es presentar a una élite de personas (los hackers) con un gran poder y aparentemente al alcance de cualquier amateur.
Una obra importante es la película La red (1995). En ella una organización llamada Los Pretorianos (que quiere dominar el mundo a través de Internet) altera los registros informáticos del FBI, creando a una informática llamada Ángela Bennett una identidad ficticia como una delincuente llamada "Ruth Marx" y borrando su verdadera identidad. Esta película responde a una percepción de Internet como una especie de Gran Hermano. Otras películas con esta temática son Hackers (1995), Conspiración en la red (2001) o Firewall (2006). En todas ellas se presenta a la sociedad actual como extremadamente vulnerable a estos ataques y manipulaciones, llegando incluso al extremo de Live Free or Die Hard (2007), donde unos terroristas siembran el caos manipulando diversas instalaciones vitales para la ciudad a través de Internet.
La televisión también ofrece ejemplos de estas luchas. La serie La Red (1998) (inspirada en la película del mismo título) presenta en diversos episodios a una analista informática llamada Angela Bennett que, por diversas manipulaciones a través de Internet, consigue frustrar los planes de una organización de terroristas informáticos llamada Los Pretorianos. La serie Los pistoleros solitarios (2001) está protagonizada por tres hackers "buenos" que, por medio de manipulaciones a distancia, realizan diversas misiones.
Ya casi cualquier serie de agentes, espías o modernas luchas heroicas debe contar con su experto informático para quien el acceso a un ordenador ajeno es tan sencillo como abrir un libro colocado en una estantería cercana. La literatura, y en especial los best-sellers más que las obras de auténtica ciencia ficción, tampoco se ha podido resistir a mostrar esta imagen un tanto exagerada y los ejemplos son numerosos y cercanos. Sin ir más lejos, la trilogía de Millenium, aclamada popularmente, cuenta con una protagonista absolutamente ciberpunk, una hacker que toma su venganza gracias al dominio de la tecnología y para quien las autopistas de la información son carreteras familiares.
Como se puede apreciar, la tónica general de estas obras es presentar Internet como algo peligroso y que hace vulnerable a la sociedad.

## Internet y libertad de expresión
Unas pocas obras presentan Internet como una oportunidad para la libertad de expresión, como un medio de eludir la censura o donde esta es al menos más difícil.
En la obra de teatro distópica Fahrenheit 56K (2009), de Fernando de Querol Alcaraz, aparece una sociedad dictatorial donde Internet es el principal medio para que disidentes expresen sus discrepancias para con el Partido o denuncien sus fraudes.
La película FAQ: Frequently Asked Questions (2004), escrita y dirigida por Carlos Atanes, presenta una Europa dominada por "Metacontrol", una organización totalitaria, donde la pornografía está prohibida.

## Internet como medio de difusión de ciencia ficción
El fenómeno de Internet ha tenido gran influencia en la difusión de la ciencia ficción, con numerosas páginas web con la temática de ciencia ficción.
Otro fenómeno relacionado con Internet son los servicios de "impresión bajo demanda", que permite hacer tiradas cortas de un libro (incluso de un solo ejemplar) y permite la publicación a autores noveles sin necesidad de recurrir a editoriales convencionales.
Otro fenómeno es el de difusíón de obras de ciencia ficción en formato electrónico (principalmente PDF. EPUB, etc.), muchas veces en las mismas editoriales de "publicación bajo demanda".